# Zoé Chalumeau
Pour les articles homonymes, voir Chalumeau.
Zoé Chalumeau, née le 30 juillet 1985 à Limoges (Haute-Vienne), est une joueuse française de basket-ball.

## Biographie
Joueuse de basket depuis son plus jeune âge, Zoé Chalumeau a parcouru différents clubs (de Charleville-Mézières à La Couronne, puis au Stade Poitevin), touchant l'excellence en ligue féminine au Nantes Rezé Basket avec une finale de Challenge Round en 2012 et une finale en 2013 de Coupe de France à Paris Bercy.
Après plusieurs blessures, dont une nécessitant une opération aux deux tendons d’Achille, elle rempile pour une seconde saison à Sainte-Savine en NF1 en poursuivant sa formation d'entraîneuse [réf. nécessaire].
En 2015, elle rejoint le club de Feytiat à Limoges, alors en NF1.

## Clubs
| Saisons   | Équipe                | Pays   |
| 2000-2001 | Mourenx Basket Club   | France |
| 2003-2005 | Mourenx Basket Club   | France |
| 2005-2006 | Charleville-Mézières  | France |
| 2006-2011 | La Couronne           | France |
| 2011-2012 | Stade Poitevin        | France |
| 2012-2013 | Nantes-Rezé Basket 44 | France |
| 2013-2015 | Saint-Savine          | France |
| 2015-?    | Feytiat               | France |